# NN-162
La carretera NN‑162 es una vía departamental secundaria del municipio de Managua. Conectando barrios orientales de la capital, enlaza Barrio Nuevo Amanecer con El Crucero, facilitando el acceso urbano.

## Trazado y cruces
| km   | Localidad / Punto     | Departamento | Conexión / Ruta  |
| ---- | --------------------- | ------------ | ---------------- |
| 0,0  | Barrio Nuevo Amanecer | Managua      | NN 161           |
| 1,05 | La Laguna             | Managua      | Calle secundaria |
| 2,10 | El Crucero            | Managua      | NIC 23           |

## Coordenadas
Uno de los tramos de la NN‑162 puede ser encontrado en las coordenadas: 12°06′18″N 86°08′24″O / 12.1050, -86.1400